# كارليتو
كارلوس إدوين كولون كوتس جونيور (من مواليد 21 فبراير 1979)[1] هو مصارع محترف من بورتوريكو. متعاقد حاليًا مع دبليو دبليو إي، حيث يؤدي عروضه في علامة سماكداون التجارية تحت الاسم المستعار كارليتو.

## روابط خارجية
- كارليتو على موقع IMDb (الإنجليزية)
- كارليتو على موقع WrestlingData.com (الإنجليزية)
- كارليتو على موقع CageMatch worker (الإنجليزية)
- كارليتو على موقع قاعدة بيانات المصارعة على الإنترنت (الإنجليزية)
- كارليتو على موقع عالم المصارعة على الإنترنت (الإنجليزية)
- كارليتو على موقع عالم المصارعة على الإنترنت (الإنجليزية)